# Жуков Борис Петрович
Бори́с Петро́вич Жу́ков (30 жовтня 1912, Самарканд — 22 вересня, 2000) — радянський хімік, академік АН СРСР (1974), двічі Герой Соціалістичної Праці (1966, 1982). Член КПРС з 1944 року. У 1937 році закінчив Московський хіміко-технологічний інститут імені Д. І. Менделєєва. Основні праці присвячені новим напрямам технічної хімії. Нагороджений 3 орденами Леніна, орденом Жовтневої Революції, іншими орденами, медалями. Державна премія СРСР (1951, 1967), Ленінська премія (1976).